# Nylands svenska ungdomsförbund
Nylands svenska ungdomsförbund (NSU) är en sammanslutning för svenskspråkiga ungdomsföreningar och ungdomsförbund som är verksamma i Nyland i Finland. Nylands svenska ungdomsförbund vill främja ungdomsrörelsens utveckling och verka för att bevara och förkovra det finlandssvenska kulturarvet. I förbundet ingår sju lokalförbund och hundratio föreningar.